# Slozîha, Lohvîțea
Slozîha (în ucraineană Сльозиха) este un sat în comuna Vîrișalne din raionul Lohvîțea, regiunea Poltava, Ucraina.

## Demografie
Componența lingvistică a localității Slozîha
     Ucraineană (100%)
Conform recensământului din 2001, toată populația localității Slozîha era vorbitoare de ucraineană (100%).